# فیل کالن
فیل کالن (انگلیسی: Phil Collen؛ زادهٔ ۸ دسامبر ۱۹۵۷) موسیقی‌دان اهل بریتانیا است. وی از سال ۱۹۷۴ میلادی تاکنون مشغول فعالیت بوده است.